# Philaccolus elongatus
Philaccolus elongatus är en skalbaggsart som först beskrevs av Régimbart 1903.  Philaccolus elongatus ingår i släktet Philaccolus och familjen dykare. Inga underarter finns listade i Catalogue of Life.